# ノバキッド
ノバキッド（NovaKid）は、カリフォルニア州のサンフランシスコに本拠を置く、子ども向けオンライン英語学習プラットフォームである。

## 歴史
ノバキッドは2017年、Maxim AzarovとDmitry Malinにより設立された。学習意欲を高めるためゲーミフィケーションやバーチャル・リアリティ（VR）を活用するのが特徴である。
2018年以降、同社はヨーロッパ、中東、アジアなどへ事業を拡大した。
2019年コロナウイルス感染症の世界的流行下の2020年、同社はユーザー増を背景に資金調達を実施。1月にシードとして150万米ドルを調達し、12月にシリーズAラウンドで425万米ドルを調達した。
2021年にはシリーズBで3,500万米ドルを調達した 2023年には黒字化を達成したと報じられている。。
2024年、英国の幼児向け英語学習アプリ「Lingumi」を買収し、子どものAI活用学習に特化した新部門「NovaKid Junior」を設置した。

## プラットフォーム
ノバキッドは、オンラインの教室形式で英語レッスンを提供する。授業と自習の双方にゲーミフィケーション要素を取り入れ、保護者向けの進捗ダッシュボードや、演習・クイズ、著名スポットへのVRツアーなどのインタラクティブ教材を提供する。カリキュラムは、講師とのライブレッスンと語彙・文法などの自習教材を組み合わせて構成される。2024年時点のアクティブユーザー数は7万人超とされる。